# Vivy, Maine-et-Loir
 Vivy  là một xã thuộc tỉnh Maine-et-Loire trong vùng Pays de la Loire phía tây nước Pháp. Xã này nằm ở khu vực có độ cao trung bình 29 mét trên mực nước biển.